# Ginnastica ritmica ai XV Giochi del Mediterraneo
Le competizioni di ginnastica ritmica ai XV Giochi del Mediterraneo si sono svolte dal 1° al 2 luglio 2005 presso il Moisés Ruiz Sports Hall di Almería, in Spagna. Il programma ha previsto lo svolgimento del solo concorso individuale femminile. Per la prima volta le competizioni di ginnastica ritmica hanno fatto parte del programma.

## Programma
Il calendario è stato il seguente:
| ● | Competizioni | ● | Finali |

| giugno/luglio |    |    |    |    |    |    |    |    |    |
| 24            | 25 | 26 | 27 | 28 | 29 | 30 | 01 | 02 | 03 |
|               |    |    |    |    |    |    | ●  | ●  |    |

## Podio

### Donne
| Evento      | Oro          | Punteggio | Argento         | Punteggio | Bronzo         | Punteggio |
| Individuale | Almudena Cid | 61,650    | Delphine Ledoux | 57,250    | Eleni Andriola | 56,575    |

## Medagliere
| Posizione | Paese   | Oro | Argento | Bronzo | Totale |
| --------- | ------- | --- | ------- | ------ | ------ |
| 1         | Spagna  | 1   | 0       | 0      | 1      |
| 2         | Francia | 0   | 1       | 0      | 1      |
| 3         | Grecia  | 0   | 0       | 1      | 1      |
| Totale    | Totale  | 1   | 1       | 1      | 3      |